# A magyar labdarúgó-válogatott 2013. szeptember 6-i mérkőzése
A magyar labdarúgó-válogatott világbajnoki-selejtező mérkőzése Románia ellen, 2013. szeptember 6-án. A találkozó végeredménye 3–0 lett a román csapat javára.

## Előzmények
A magyar labdarúgó-válogatott 2012. szeptember 7-én kezdte meg szereplését a 2014-es labdarúgó-világbajnokság európai selejtezőjének D csoportjában. Andorrában 5–0-s győzelmet arattak. Négy nappal később Hollandia látogatott Budapestre, és ért el könnyed győzelmet (1–4). A szeptemberben elért három pont után az októberi két selejtezőn hat pontot várt el a csapattól a közvélemény, valamint a szurkolók is. Ezt végül sikerült teljesíteni (Észtország ellen 1–0, Törökország ellen 3–1).
2013 márciusában újabb két selejtezőt játszott le a csapat. Az elsőn, március 22-én Budapesten 2–2-s döntetlen a románok ellen, majd négy nappal később szintén pontosztozkodás, ezúttal a törökök otthonában (1–1).

„Természetesen igazi sportemberhez illően győzelemre szeretnénk játszani, de tudjuk, rendkívül nehéz egy magyar válogatottnak Bukarestben. Kiegyensúlyozott a két csapat, az eddigi három év legjobb játéka kellene a három ponthoz. (...) A tradícióinkat, történelmünket illetően bármikor lépünk fel Bukarestben, mindig nehéz dolgunk van. A legtöbb esetben nem jártunk sikerrel, most sok év után újra nyerni szeretnénk. A csoport második helyéhez elsősorban erre lenne szükségünk. Tudjuk, hogy a románok fegyelmezett csapatjátékot képviselnek, ezért nem könnyű a helyzetünk.”

– Egervári Sándor, Magyarország szövetségi kapitánya. 

Románia hasonló eredményeket ért el ezidáig a vb-selejtező D csoportjában. Ők Andorra ellen 4–0-ra, Észtország ellen 2–0-ra, Törökország ellenében pedig 1–0-ra győztek. A román válogatott szintén csak a holland csapat ellen kapott ki ezidáig, azonban tőlük két súlyos vereséget szenvedtek el (hazai pályán 1–4, idegenben 0–4).

„Elméletben egy döntetlen esetén is maradna esélyünk a második hely megszerzésére, de a győzelemre törekszünk. Akárhogy is nézzük, Törökországot meg kell vernünk. Tisztában vagyok a mérkőzés fontosságával, de ez akkor is csak egy futballmeccs, amelyet élvezni kell – ahogy Jenei Imre is tanította nekünk. Romániát fogjuk képviselni 50 ezer szurkoló előtt. Úgy kell küzdenünk, mint a kutyáknak, de úriemberként, szép játékot játszva. (...) Nehéz összecsapásra számítunk egy olyan ellenféllel, amely az utóbbi időkben rohamosan fejlődik. Sorsdöntő lehet a találkozó. Még nem döntöttem el, kik fognak szerepelni a kezdőcsapatban.”

– Victor Pițurcă, Románia szövetségi kapitánya. 

A két válogatott egymás mögött helyezkedett el a D csoport tabelláján a találkozót megelőzően, Magyarország egy ponttal előzte meg Romániát.
| Ellenfél | Eredmény | D csoport  | Ellenfél    | Eredmény |    |    |     |    |
| Észtország | 2–0 (i)  | 1. forduló | Andorra     | 5–0 (i)  |    |    |     |    |
| Andorra | 4–0 (o)  | 2. forduló | Hollandia   | 1–4 (o)  |    |    |     |    |
| Törökország | 1–0 (i)  | 3. forduló | Észtország  | 1–0 (i)  |    |    |     |    |
| Hollandia | 1–4 (o)  | 4. forduló | Törökország | 3–1 (o)  |    |    |     |    |
| Magyarország | 2–2 (i)  | 5. forduló | Románia     | 2–2 (o)  |    |    |     |    |
| Hollandia | 0–4 (i)  | 6. forduló | Törökország | 1–1 (i)  |    |    |     |    |
| A D csoport állása a találkozót megelőzően \| Csapat \| M \| Gy \| D \| V \| G+ \| G– \| Gk \| P \| \| ------------ \| - \| -- \| - \| - \| -- \| -- \| --- \| -- \| \| Hollandia \| 6 \| 6 \| 0 \| 0 \| 20 \| 2 \| +18 \| 18 \| \| Magyarország \| 6 \| 3 \| 2 \| 1 \| 13 \| 8 \| +5 \| 11 \| \| Románia \| 6 \| 3 \| 1 \| 2 \| 10 \| 10 \| 0 \| 10 \| \| Törökország \| 6 \| 2 \| 1 \| 3 \| 7 \| 7 \| 0 \| 7 \| \| Észtország \| 6 \| 2 \| 0 \| 4 \| 3 \| 9 \| –6 \| 6 \| \| Andorra \| 6 \| 0 \| 0 \| 6 \| 0 \| 17 \| –17 \| 0 \| |          |            |             |          |    |    |     |    |
| Csapat | M        | Gy         | D           | V        | G+ | G– | Gk  | P  |
| Hollandia | 6        | 6          | 0           | 0        | 20 | 2  | +18 | 18 |
| Magyarország | 6        | 3          | 2           | 1        | 13 | 8  | +5  | 11 |
| Románia | 6        | 3          | 1           | 2        | 10 | 10 | 0   | 10 |
| Törökország | 6        | 2          | 1           | 3        | 7  | 7  | 0   | 7  |
| Észtország | 6        | 2          | 0           | 4        | 3  | 9  | –6  | 6  |
| Andorra | 6        | 0          | 0           | 6        | 0  | 17 | –17 | 0  |

Az eredmények az adott csapat szempontjából szerepelnek.

## Helyszín
A találkozót a bukaresti Nemzeti Stadionban (románul: Arena Națională) játszották. Itt rendezi hazai mérkőzéseit a román nemzeti csapat, valamint a kupadöntőket, illetve szuperkupa-döntőket is itt vívják a klubcsapatok.
Az arénát 2011. szeptember 6-án nyitották meg, befogadóképessége 55 611 fő. Az első hivatalos mérkőzés egy Románia–Franciaország Európa-bajnoki-selejtező volt (0–0). 2012. május 9-én itt rendezték az Atlético Madrid–Athletic Bilbao Európa liga-döntőt (3–0). A stadion jelenlegi nézőcsúcsát 2012. október 16-án érték el, ekkor 53 329 néző volt kíváncsi a hollandok elleni vb-selejtezőre (1–4).
A román–magyar vb-selejtező előtt kicserélték az aréna gyepszőnyegét.

## Keretek
megjegyzés: A táblázatokban szereplő adatok a mérkőzés előtti állapotnak megfelelőek.
Victor Pițurcă, Románia szövetségi kapitánya, két körben hirdette ki a magyarok, illetve a törökök elleni keretét. Először, augusztus 22-én, a keret idegenlégiósainak névsorát hozta nyilvánosságra. Piţurcă augusztus 30-án véglegesítette a csapatot.
| Románia                             | Románia             | Románia                         | Románia | Románia | Románia             | Románia                                   |
| Poszt                               | Név                 | Születési idő és életkor        | Vál.    | Gól     | Klub                | Utolsó válogatottság                      |
| ----------------------------------- | ------------------- | ------------------------------- | ------- | ------- | ------------------- | ----------------------------------------- |
| K                                   | Bogdan Lobonț       | 1978. január 18. (35 évesen)    | 83      | 0       | Roma                | 2013. 06. 04-én Trinidad és Tobago ellen. |
| K                                   | Silviu Lung         | 1989. június 4. (24 évesen)     | 2       | 0       | Astra Giurgiu       | 2011. 10. 11-én Albánia ellen.            |
| K                                   | Ciprian Tătărușanu  | 1986. február 9. (27 évesen)    | 18      | 0       | Steaua București    | 2013. 08. 14-én Szlovákia ellen.          |
| V                                   | Vlad Chiricheș      | 1989. november 14. (23 évesen)  | 19      | 0       | Tottenham Hotspur   | 2013. 08. 14-én Szlovákia ellen.          |
| V                                   | Valerică Găman      | 1989. február 25. (24 évesen)   | 12      | 1       | Astra Giurgiu       | 2013. 08. 14-én Szlovákia ellen.          |
| V                                   | Dorin Goian         | 1980. december 12. (32 évesen)  | 53      | 5       | Asztérasz Trípolisz | 2013. 08. 14-én Szlovákia ellen.          |
| V                                   | Dragoș Grigore      | 1986. szeptember 7. (26 évesen) | 3       | 0       | Dinamo București    | 2013. 06. 04-én Trinidad és Tobago ellen. |
| V                                   | Iasmin Latovlevici  | 1986. május 11. (27 évesen)     | 7       | 0       | Steaua București    | 2013. 08. 14-én Szlovákia ellen.          |
| V                                   | Srdjan Luchin       | 1986. március 4. (27 évesen)    | 8       | 1       | Dinamo București    | 2013. 06. 04-én Trinidad és Tobago ellen. |
| V                                   | Alexandru Mățel     | 1989. október 17. (23 évesen)   | 6       | 0       | Astra Giurgiu       | 2013. 08. 14-én Szlovákia ellen.          |
| V                                   | Paul Papp           | 1989. november 11. (23 évesen)  | 11      | 1       | ChievoVerona        | 2012. 08. 15-én Szlovénia ellen.          |
| V                                   | Răzvan Raț          | 1981. május 26. (32 évesen)     | 89      | 1       | West Ham United     | 2013. 06. 04-én Trinidad és Tobago ellen. |
| KP                                  | Alexandru Bourceanu | 1985. április 24. (28 évesen)   | 20      | 0       | Steaua București    | 2013. 03. 26-án Hollandia ellen.          |
| KP                                  | Ovidiu Hoban        | 1982. december 27. (30 évesen)  | 2       | 0       | Petrolul Ploiești   | 2013. 08. 14-én Szlovákia ellen.          |
| KP                                  | Alexandru Maxim     | 1990. július 8. (23 évesen)     | 7       | 2       | VfB Stuttgart       | 2013. 08. 14-én Szlovákia ellen.          |
| KP                                  | Mihai Pintilii      | 1984. november 9. (28 évesen)   | 13      | 0       | Steaua București    | 2013. 08. 14-én Szlovákia ellen.          |
| KP                                  | Adrian Popa         | 1988. július 24. (25 évesen)    | 2       | 0       | Steaua București    | 2013. 03. 26-án Hollandia ellen.          |
| KP                                  | Cristian Tănase     | 1987. február 18. (26 évesen)   | 28      | 5       | Steaua București    | 2013. 08. 14-én Szlovákia ellen.          |
| KP                                  | Gabriel Torje       | 1989. november 22. (23 évesen)  | 29      | 9       | Espanyol            | 2013. 08. 14-én Szlovákia ellen.          |
| CS                                  | Marius Alexe        | 1990. február 22. (23 évesen)   | 7       | 0       | Sassuolo Calcio     | 2013. 02. 06-án Ausztrália ellen.         |
| CS                                  | Gheorghe Bucur      | 1980. április 8. (33 évesen)    | 24      | 4       | Kubany Krasznodar   | 2011. 10. 11-én Albánia ellen.            |
| CS                                  | Ciprian Marica      | 1985. október 2. (27 évesen)    | 62      | 21      | –                   | 2013. 08. 14-én Szlovákia ellen.          |
| CS                                  | Bogdan Stancu       | 1987. június 28. (26 évesen)    | 23      | 4       | Gençlerbirliği      | 2013. 08. 14-én Szlovákia ellen.          |
| Szövetségi kapitány: Victor Pițurcă |                     |                                 |         |         |                     |                                           |

Egervári Sándor, a magyar labdarúgó-válogatott szövetségi kapitánya, augusztus 26-án hirdette ki huszonnégy főből álló keretét a románok, valamint az észtek elleni mérkőzésre. A keretben három játékos volt található, akik korábban még nem léptek pályára a nemzeti csapatban, ők: Fiola Attila, Gyömbér Gábor és Megyeri Balázs. Szeptember 1-jén sérülés miatt kikerült a csapatból Mészáros Norbert, helyére a Haladás védőjét, a szintén újonc, Devecseri Szilárdot hívta be a kapitány. Kovács István eredetileg csak az észtek ellen lépett volna pályára, azonban szeptember 5-én az U21-es válogatott Eb-selejtezőjén kulcscsonttörést szenvedett.
| Magyarország                         | Magyarország      | Magyarország                     | Magyarország | Magyarország | Magyarország        | Magyarország                       |
| Poszt                                | Név               | Születési idő és életkor         | Vál.         | Gól          | Klub                | Utolsó válogatottság               |
| ------------------------------------ | ----------------- | -------------------------------- | ------------ | ------------ | ------------------- | ---------------------------------- |
| K                                    | Bogdán Ádám       | 1987. szeptember 27. (25 évesen) | 15           | 0            | Bolton Wanderers    | 2013. 08. 14-én Csehország ellen.  |
| K                                    | Király Gábor      | 1976. április 1. (37 évesen)     | 89           | 0            | 1860 München        | 2013. 03. 26-án Törökország ellen. |
| K                                    | Megyeri Balázs    | 1990. március 31. (23 évesen)    | 0            | 0            | Olimbiakósz         | –                                  |
| V                                    | Devecseri Szilárd | 1990. február 13. (23 évesen)    | 0            | 0            | Haladás             | –                                  |
| V                                    | Fiola Attila      | 1990. február 17. (23 évesen)    | 0            | 0            | Paksi FC            | –                                  |
| V                                    | Guzmics Richárd   | 1987. április 16. (26 évesen)    | 4            | 0            | Haladás             | 2013. 08. 14-én Csehország ellen.  |
| V                                    | Gyömbér Gábor     | 1988. február 27. (25 évesen)    | 0            | 0            | Ferencváros         | –                                  |
| V                                    | Kádár Tamás       | 1990. március 14. (23 évesen)    | 12           | 0            | Diósgyőr            | 2013. 08. 14-én Csehország ellen.  |
| V                                    | Korcsmár Zsolt    | 1989. január 9. (24 évesen)      | 19           | 0            | Greuther Fürth      | 2013. 08. 14-én Csehország ellen.  |
| V                                    | Laczkó Zsolt      | 1986. december 18. (26 évesen)   | 21           | 0            | Calcio Padova       | 2012. 09. 07-én Andorra ellen.     |
| V                                    | Lipták Zoltán     | 1984. december 10. (28 évesen)   | 12           | 1            | Győri ETO           | 2012. 09. 11-én Hollandia ellen.   |
| V                                    | Vanczák Vilmos    | 1983. június 20. (30 évesen)     | 72           | 4            | FC Sion             | 2013. 08. 14-én Csehország ellen.  |
| KP                                   | Dzsudzsák Balázs  | 1986. december 23. (26 évesen)   | 54           | 12           | Gyinamo Moszkva     | 2013. 08. 14-én Csehország ellen.  |
| KP                                   | Elek Ákos         | 1988. július 21. (25 évesen)     | 25           | 1            | Diósgyőr            | 2013. 03. 26-án Törökország ellen. |
| KP                                   | Hajnal Tamás      | 1981. március 15. (32 évesen)    | 56           | 6            | Ingolstadt 04       | 2013. 08. 14-én Csehország ellen.  |
| KP                                   | Koman Vladimir    | 1989. március 16. (24 évesen)    | 30           | 7            | Ural Jekatyerinburg | 2013. 08. 14-én Csehország ellen.  |
| KP                                   | Lovrencsics Gergő | 1988. szeptember 1. (25 évesen)  | 1            | 0            | Lech Poznań         | 2013. 06. 06-án Kuvait ellen.      |
| KP                                   | Szakály Péter     | 1986. augusztus 17. (27 évesen)  | 3            | 0            | Debreceni VSC       | 2012. 08. 15-én Izrael ellen.      |
| KP                                   | Varga József      | 1988. június 6. (25 évesen)      | 22           | 0            | Middlesbrough       | 2013. 08. 14-én Csehország ellen.  |
| CS                                   | Böde Dániel       | 1986. október 24. (26 évesen)    | 4            | 1            | Ferencváros         | 2013. 08. 14-én Csehország ellen.  |
| CS                                   | Németh Krisztián  | 1989. január 5. (24 évesen)      | 12           | 0            | Roda JC             | 2013. 06. 06-án Kuvait ellen.      |
| CS                                   | Szabics Imre      | 1981. március 22. (32 évesen)    | 35           | 13           | Sturm Graz          | 2013. 08. 14-én Csehország ellen.  |
| CS                                   | Szalai Ádám       | 1987. december 9. (25 évesen)    | 17           | 7            | Schalke 04          | 2013. 08. 14-én Csehország ellen.  |
| Szövetségi kapitány: Egervári Sándor |                   |                                  |              |              |                     |                                    |

## A mérkőzés
A találkozót a román Nemzeti Stadionban rendezték, magyar idő szerinti 20 órás kezdéssel, ahová hozzávetőlegesen 3000 magyar szurkoló hangosan szurkolva utazott el, amellyel nagy terjedelemben foglalkoztak a magyar és román lapok is.
Másfél perc után szerezte meg a vezetést a hazai csapat, Guzmics Richárd vesztette el a labdát a saját térfelén, amit Ciprian Marica a tizenhatos vonaláig vezetett, majd a kapuba lőtt, 1–0. A tizennegyedik percben Korcsmár Zsolt kapott sárga lapot. A harmincegyedik percben növelte előnyét Románia, Mihai Pintilii körülbelül huszonöt méterről talált be a magyarok kapujába, 2–0. A negyvenedik percben született meg az első félidő legveszélyesebb magyar lövése, ekkor Hajnal Tamás távoli "bombáját" fogta a román kapus. Az első félidő hosszabbításában Lipták Zoltánnak mutatta fel a sárga lapot a játékvezető. A szünetre 2–0-s hazai előnnyel vonultak a csapatok. Az ötvenedik percben Alexandru Bourceanu, míg a hatvanadikban Vanczák Vilmos kapott sárga lapot. Ezután a találkozó végéig kisebb-nagyobb helyzetek jellemezték a mérkőzést. A nyolcvannyolcadik percben megszületett a találkozó utolsó gólja, Cristian Tănase a tizenhatosról lőtt a hálóba, ezáltal beállítva a 3–0-s végeredményt.

„Nagyon csalódottak vagyunk, mert nem erre számítottunk a mérkőzés előtt. (...) Sajnos a lehető legrosszabbul, egy súlyos egyéni hiba után kapott góllal kezdtük a mérkőzést, és ez nagyban meghatározta a meccs további alakulását. Több játékos is van a csapatba, aki nincs hozzászokva az ilyen hangulatú, kiélezett mérkőzésekhez, de nem akarom erre fogni a vereséget, ezúttal minden csapatrészben felülmúltak bennünket a hazaiak. Innen már nagy bravúrra lenne szükség ahhoz, hogy elérünk a második helyet. Nem lesz könnyű felrázni a csapatot az észtek elleni mérkőzésre, tovább nehezíti a dolgunkat, hogy Korcsmár eltiltás miatt nem játszhat, és vannak sérültjeink is. Csalódást okoztunk a szurkolóinknak, de hiszek benne, hogy jövő kedden sikerül javítanunk.”

– Egervári Sándor 

„Egy boldog, szép este volt ez számunkra, de éppen így örültem az észtek és a törökök legyőzése után is. (...) A mai mérkőzés egész Románia számára különleges jelentőséggel bírt, velünk volt az egész ország. Hatalmas győzelmet arattunk, amely megnyitja az utat a pótselejtezők felé. Játékosaimé a győzelem, fantasztikusan futballoztak és mindenben az ellenfél fölé nőttek. A törökök elleni mérkőzés nem lesz könnyű, sőt, végtelenül nehezebb, mint a magyarok ellen. Remek játékosaik vannak, remek szövetségi kapitánnyal bírnak. Ha őket megverjük, kilencven-kilencvenöt százalékos eséllyel elérjük a pótselejtezőt. Óriási volt a hangulat, kivéve a mérkőzés előtt a magyar himnusz közben. Mondhatni négy pontot szereztünk, fontos ugyanis a három szerzett gól is. Marica nagy mérkőzése volt ez, Pintilii is nagyszerűen futballozott.”

– Victor Piţurcă 

### Az összeállítások
| 2013. szeptember 6. 20:00 |

| Románia                                         | 3 – 0               | Magyarország                          |
| ----------------------------------------------- | ------------------- | ------------------------------------- |
| Marica 2' Pintilii 31' Tănase 88' Bourceanu 50' | (2 – 0) Jegyzőkönyv | 14' Korcsmár 45+2' Lipták 60' Vanczák |

| Nemzeti Stadion, Bukarest Nézőszám: 41 405 Játékvezető: Alberto Undiano Mallenco (spanyol) |

| Csapatszínek | Csapatszínek | Csapatszínek |
| Csapatszínek |              |              |
| Csapatszínek |              |              |
|              |              |              |
| Románia      |              |              |

| Csapatszínek | Csapatszínek | Csapatszínek |
| Csapatszínek |              |              |
| Csapatszínek |              |              |
|              |              |              |
| Magyarország |              |              |

Használt rövidítések (magyar rövidítés – angol rövidítés – poszt):
| - KA – GK – kapus - V – DF – hátvéd - S – SW – söprögető - JV – RB – jobb oldali védő - KV – CB – középső védő - BV – LB – bal oldali védő - JSZV – RWB – jobb szélső védő - BSZV – LWB – bal szélső védő | - KP – MF – középpályás - VKP – DM – védekező középpályás - BKP – LM – bal oldali középpályás - KKP – CM – középső középpályás - JKP – RM – jobb oldali középpályás | - JSZ – RW – jobb szélső - BSZ – LW – bal szélső - TKP – AM – támadó középpályás | - CS – ST, FW – csatár - JCS – RF – jobb oldali csatár - KCS – CF – középső csatár - BCS – LF – bal oldali csatár |

| ROMÁNIA:       |    |                     |     |     |
|                |    |                     |     |     |
| KA             | 12 | Ciprian Tătărușanu  |     |     |
| JV             | 2  | Alexandru Mățel     |     |     |
| KV             | 15 | Dorin Goian         |     |     |
| KV             | 6  | Vlad Chiricheș      |     |     |
| BV             | 3  | Răzvan Raț          |     |     |
| VKP            | 5  | Alexandru Bourceanu | 50' |     |
| VKP            | 8  | Mihai Pintilii      |     |     |
| JSZ            | 11 | Gabriel Torje       |     | 58' |
| TKP            | 19 | Bogdan Stancu       |     |     |
| BSZ            | 20 | Alexandru Maxim     |     | 64' |
| CS             | 9  | Ciprian Marica      |     | 79' |
| Cserék:        |    |                     |     |     |
| KA             | 1  | Bogdan Lobonț       |     |     |
| V              | 4  | Srdjan Luchin       |     |     |
| KP             | 7  | Adrian Popa         |     | 64' |
| KP             | 10 | Cristian Tănase     |     | 58' |
| V              | 13 | Paul Papp           |     |     |
| V              | 14 | Iasmin Latovlevici  |     |     |
| KP             | 16 | Ovidiu Hoban        |     | 79' |
| V              | 17 | Valerică Găman      |     |     |
| CS             | 18 | Marius Alexe        |     |     |
| V              | 21 | Dragoș Grigore      |     |     |
| CS             | 22 | Gheorghe Bucur      |     |     |
| KA             | 23 | Silviu Lung         |     |     |
| Vezetőedző:    |    |                     |     |     |
| Victor Pițurcă |    |                     |     |     |

| MAGYARORSZÁG:   |    |                   |       |     |
|                 |    |                   |       |     |
| KA              | 1  | Bogdán Ádám       |       |     |
| JV              | 3  | Vanczák Vilmos    | 60'   |     |
| KV              | 23 | Lipták Zoltán     | 45+2' |     |
| KV              | 2  | Guzmics Richárd   |       |     |
| BV              | 4  | Kádár Tamás       |       |     |
| VKP             | 8  | Varga József      |       | 68' |
| VKP             | 21 | Korcsmár Zsolt    | 14'   | 34' |
| JSZ             | 10 | Koman Vladimir    |       | 85' |
| TKP             | 13 | Böde Dániel       |       |     |
| BSZ             | 7  | Dzsudzsák Balázs  |       |     |
| CS              | 9  | Szalai Ádám       |       |     |
| Cserék:         |    |                   |       |     |
| KA              | 12 | Király Gábor      |       |     |
| KP              | 5  | Elek Ákos         |       |     |
| V               | 6  | Laczkó Zsolt      |       |     |
| CS              | 11 | Németh Krisztián  |       |     |
| V               | 14 | Fiola Attila      |       |     |
| KP              | 15 | Lovrencsics Gergő |       | 68' |
| V               | 16 | Gyömbér Gábor     |       |     |
| V               | 17 | Devecseri Szilárd |       |     |
| CS              | 18 | Szabics Imre      |       | 85' |
| KP              | 19 | Szakály Péter     |       |     |
| KP              | 20 | Hajnal Tamás      |       | 34' |
| KA              | 22 | Megyeri Balázs    |       |     |
| Vezetőedző:     |    |                   |       |     |
| Egervári Sándor |    |                   |       |     |

Asszisztensek:

Roberto Díaz Pérez (spanyol) (partvonal)

Pau Cebrian Devis (spanyol) (partvonal)

Negyedik játékvezető:

Carlos Clos Gomez (spanyol)

## Statisztika
| Románia |                   | Magyarország |
| ------- | ----------------- | ------------ |
| 3       | Gólok             | 0            |
| 16      | Összes lövés      | 7            |
| 7       | Kapura lövések    | 1            |
| 43,75%  | Lövéspontosság    | 14,28%       |
| 6       | Szögletek         | 3            |
| 16      | Szabálytalanságok | 14           |
| 1       | Sárga lapok       | 3            |
| 0       | Piros lapok       | 0            |

További eredmények
| 2013. szeptember 6. | Törökország | 5–0 | Andorra   |
| 2013. szeptember 6. | Észtország  | 2–2 | Hollandia |

Tabella a mérkőzés után
| Csapat       | M | Gy | D | V | G+ | G– | Gk  | P  |
| ------------ | - | -- | - | - | -- | -- | --- | -- |
| Hollandia    | 7 | 6  | 1 | 0 | 22 | 4  | +18 | 19 |
| Románia      | 7 | 4  | 1 | 2 | 13 | 10 | +3  | 13 |
| Magyarország | 7 | 3  | 2 | 2 | 13 | 11 | +2  | 11 |
| Törökország  | 7 | 3  | 1 | 3 | 12 | 7  | +5  | 10 |
| Észtország   | 7 | 2  | 1 | 4 | 5  | 11 | –6  | 7  |
| Andorra      | 7 | 0  | 0 | 7 | 0  | 22 | –22 | 0  |

## Örökmérleg a mérkőzés után
| Magyarország |           | Románia |
| ------------ | --------- | ------- |
| 11           | Győzelem  | 6       |
| 6            | Döntetlen | 6       |
| 47           | Gólok     | 28      |
| 39/69        | Pontok    | 24/69   |
| 56,52%       | %         | 34,78%  |

### Összes mérkőzés
Győzelem
      Döntetlen
      Vereség
| No.        | Dátum         | Helyszín                        | Nézőszám          | Mérkőzés           | Eredmény                       | Gólszerző(k)                                                                      |
| ---------- | ------------- | ------------------------------- | ----------------- | ------------------ | ------------------------------ | --------------------------------------------------------------------------------- |
| 1. (196.)  | 1936. 10. 04. | Bukarest                        | 35 000            | barátságos         | Románia–Magyarország 1–2 (1–0) | Bindea 22' és Lázár 65', Toldi 83'                                                |
| 2. (224.)  | 1939. 10. 22. | Bukarest                        | 32 000            | barátságos         | Románia–Magyarország 1–1 (0–0) | Spielmann 78' és Tóth Mátyás 76'                                                  |
| 3. (229.)  | 1940. 05. 19. | Budapest, Üllői út              | 20 000            | barátságos         | Magyarország–Románia 2–0 (0–0) | Sárosi 73', Gyetvai 75'                                                           |
| 4. (247.)  | 1945. 09. 30. | Budapest, Üllői út              | 35 000            | barátságos         | Magyarország–Románia 7–2 (5–2) | Hidegkuti 8' 86', Puskás 15' 66', Zsengellér 25', Rudas 32' (11-esből), Nyers 39' |
| 5. (257.)  | 1947. 10. 12. | Bukarest                        | 35 000            | Balkán-bajnokság   | Románia–Magyarország 0–3 (0–2) | Egresi 21', Puskás 35' 74'                                                        |
| 6. (262.)  | 1948. 06. 06. | Újpest, Megyeri út              | 45 000            | Balkán-bajnokság   | Magyarország–Románia 9–0 (2–0) | Mészáros 30' 46', Egresi 43' 60' 71', Puskás 57' 87', Kocsis 66' 84'              |
| 7. (265.)  | 1948. 10. 24. | Bukarest                        | 48 000            | Balkán-bajnokság   | Románia–Magyarország 1–5 (0–1) | Perényi-Pecsovszky 77' és Puskás 44' 63' 84', Deák 50' 68'                        |
| 8. (289.)  | 1952. 07. 15. | Turku                           | 14 000            | Olimpiai-selejtező | Magyarország–Románia 2–1 (1–0) | Czibor 22', Kocsis 73' és Suru 86'                                                |
| 9. (312.)  | 1954. 09. 19. | Budapest, Népstadion            | 93 000            | barátságos         | Magyarország–Románia 5–1 (3–1) | Kocsis 20' 35', Hidegkuti, 44' 53', Budai II 68' és Ozon 24'                      |
| 10. (358.) | 1958. 10. 26. | Bukarest                        | 100 000           | barátságos         | Románia–Magyarország 1–2 (1–0) | Dinulescu 30' és Vasas 72', Tichy 78'                                             |
| 11. (466.) | 1972. 04. 29. | Budapest, Népstadion            | 68 585            | Eb-negyeddöntő     | Magyarország–Románia 1–1 (1–0) | Branikovits 10' és Szatmári 55'                                                   |
| 12. (468.) | 1972. 05. 14. | Bukarest                        | 75 000            | Eb-negyeddöntő     | Románia–Magyarország 2–2 (1–2) | Dobrin 14', Neagu 81' és Szőke 5', Kocsis 36'                                     |
| 13. (469.) | 1972. 05. 17. | Belgrád                         | 55 000            | Eb-negyeddöntő     | Magyarország–Románia 2–1 (1–1) | Kocsis 26', Szőke 87' és Neagu 33'                                                |
| 14. (555.) | 1981. 05. 13. | Budapest, Népstadion            | 62 000            | vb-selejtező       | Magyarország–Románia 1–0 (1–0) | Fazekas 18'                                                                       |
| 15. (558.) | 1981. 09. 23. | Bukarest                        | 75 000            | vb-selejtező       | Románia–Magyarország 0–0       |                                                                                   |
| 16. (727.) | 1998. 10. 14. | Budapest, Népstadion            | 30 000            | Eb-selejtező       | Magyarország–Románia 1–1 (0–0) | Hrutka 83' és Dinu 50'                                                            |
| 17. (733.) | 1999. 06. 05. | Bukarest                        | 25 000            | Eb-selejtező       | Románia–Magyarország 2–0 (2–0) | Ilie 2', Munteanu 15'                                                             |
| 18. (752.) | 2001. 06. 02. | Bukarest                        | 20 526            | vb-selejtező       | Románia–Magyarország 2–0 (1–0) | Niculae 5' 53'                                                                    |
| 19. (756.) | 2001. 09. 05. | Budapest, Népstadion            | 6 000             | vb-selejtező       | Magyarország–Románia 0–2 (0–2) | Ilie 11', Niculae 27'                                                             |
| 20. (781.) | 2004. 02. 21. | Nicosia                         | 1 200             | barátságos         | Magyarország–Románia 0–3 (0–1) | Mihut 11', Dănciulescu 89', Caramarin 90+2'                                       |
| 21. (841.) | 2009. 08. 12. | Budapest, Puskás Ferenc Stadion | 14 000            | barátságos         | Magyarország–Románia 0–1 (0–1) | Ghioane 42'                                                                       |
| 22. (877.) | 2013. 03. 22. | Budapest, Puskás Ferenc Stadion | zárt kapuk mögött | vb-selejtező       | Magyarország–Románia 2–2 (1–0) | Vanczák 16', Dzsudzsák 71' (11-esből) és Mutu 68' (11-esből), Chipciu 90+2'       |
| 23. (881.) | 2013. 09. 06. | Bukarest, Arena Națională       | 41 405            | vb-selejtező       | Románia–Magyarország 3–0 (2–0) | Marica 2', Pintilii 31', Tănase 88'                                               |
| 24. (890.) | 2014. 10. 11. | Bukarest, Arena Națională       | 54 000            | Eb-selejtező       | Románia–Magyarország 1–1 (1–0) | Rusescu 45' és Dzsudzsák 82'                                                      |
| 25. (897.) | 2015. 09. 04. | Budapest, Groupama Aréna        | 22 060            | Eb-selejtező       | Magyarország–Románia 0–0       |                                                                                   |

Magyar gólszerzők sorrendje, szerzett találatok szerint rendezve: Puskás (9 gól), Kocsis Sándor (5 gól), Egresi, Hidegkuti (4-4 gól), Mészáros, Deák, Szőke, Kocsis Lajos, Dzsudzsák (2-2 gól), Lázár, Toldi, Tóth Mátyás, Sárosi, Gyetvai, Zsengellér, Rudas, Nyers, Perényi-Pecsovszky, Czibor, Budai II, Vasas, Tichy, Branikovits, Fazekas, Hrutka, Vanczák (1-1 gól)